# Lange Schatten (Album)
Lange Schatten ist das 13. Studioalbum des deutschen Sängers Peter Maffay. Das Doppelalbum erschien 1988 bei Teldec.

## Entstehung
Die Musik vieler Lieder schrieb Maffay selbst, bei einigen Stücken arbeitete er auch mit externen Songwritern wie Tony Carey zusammen. Jörg von Schenckendorff, Burkhard Brozat, Andreas Magiera, Gregor Rottschalk, Peter Zentner und Annette Hopfenmüller (Titelsong) schrieben die Texte. Maffay konnte zahlreiche bekannte Musiker für sein Album gewinnen: Bass spielte Steffi Stephan, Schlagzeug Bertram Engel, die Gitarre Carl Carlton und Frank Diez, an der Orgel war Pascal Kravetz, am Piano und Synthesizer Jean-Jacques Kravetz zu hören. Saxofon spielten Bobby Stern, Eddie Taylor und Thomas Zoller. John Mayall spielte bei Du bist nie der Kassierer die Harmonika, auch Tony Carey ist an dem Instrument zu hören. Lydie Auvray spielte Akkordeon bei Wölfe. Chris Thompson sang bei vier Songs mit. Produziert wurde die Platte von Nigel Jobson und Peter Wagner.

## Titelliste (Original)
CD 1
1. Wölfe – 4:30
2. Hund des Krieges – 4:50
3. Wenn Ketten deine Antwort sind – 3:03
4. Nie wieder Sieger sein – 4:10
5. Weit von mir – 5:12
6. Du bist nie der Kassierer – 5:05
7. Unter Sternen – 4:46
8. Spiel ohne Ziel – 4:29
9. Schiff in der Nacht – 3:40
10. Viel zu spät – 4:05

CD 2
1. Sperr’ mich nicht ein – 4:20
2. Versuch’s doch mal mit mir – 3:34
3. Zehn Stunden – 3:34
4. Ringelpietz – 3:11
5. Kalter Krieg – 3:06
6. Bruder – 3:34
7. Lange Schatten – 4:38
8. Leg noch nicht auf – 3:43
9. Freunde – 5:05
10. Nochmal – 3:45
11. Spiel um deine Seele – 6:26

## Veröffentlichung und Rezeption
Das Album erschien Anfang 1988 bei Teldec. 2018 erschien bei Sony Music eine erweiterte und überarbeitete Neuauflage, die 30th Anniversary Edition.

### Kritik
Der Spiegel schrieb, „die 21 Songs auf Lange Schatten“ seien „nach dem immergleichen Rhythm-&-Blues-Schema gebaut, und einander ähnlich bis zur Austauschbarkeit sind auch die Texte.“ „Peter Maffays Lieder liefern den Stoff fürs kleine, folgenlose Aufbegehren nach Feierabend, stillen für eine kurze Weile all die unsäglichen, unsagbaren Sehnsüchte, die seine Zuhörer ‚im goldenen Käfig‘ (Songtext) des banalen Alltags plagen.“

### Charts und Chartplatzierungen
Lange Schatten erreichte in Deutschland Position eins der Albumcharts und konnte sich insgesamt drei Wochen an der Chartspitze sowie zwölf Wochen in den Top 10 und 24 Wochen in Charts platzieren. Maffay erreichte hiermit zum 20. Mal die deutschen Albumcharts. Lange Schatten wurde zum zwölften Top-10-Erfolg sowie zum achten Nummer-eins-Album in Deutschland. Darüber hinaus war Lange Schatten für einen Zeitraum von neun Wochen das erfolgreichste deutschsprachige Album in den deutschen Albumcharts. 1988 belegte das Album Position 13 der deutschen Album-Jahrescharts. In der Schweiz erreichte das Album mit Position fünf seine höchste Chartnotierung und konnte sich vier Wochen in den Top 10 sowie insgesamt zehn Wochen in der Hitparade platzieren. Maffay erreichte hiermit zum sechsten Mal die Schweizer Hitparade, zum vierten Mal die Top 10. Die beiden Singles Spiel um deine Seele und Hund des Krieges verfehlten allerdings die Charts.
| ChartsChartplatzierungen | Höchstplatzierung | Wochen |
| ------------------------ | ----------------- | ------ |
| Deutschland (GfK)        | 1 (24 Wo.)        | 24     |
| Schweiz (IFPI)           | 5 (10 Wo.)        | 10     |

| ChartsJahrescharts (1988) | Platzierung |
| ------------------------- | ----------- |
| Deutschland (GfK)         | 13          |

### Auszeichnungen für Musikverkäufe
Noch im Jahr seiner Veröffentlichung wurde Lange Schatten in Deutschland mit einer Platin-Schallplatte ausgezeichnet. Damit verkaufte sich das Werk alleine in seiner Heimat über 500.000 Mal. Durch zahlreiche Vorbestellungen hatte die Platte bereits am Tag der Veröffentlichung Goldstatus inne.

| Land/Region        | Auszeichnungen für Musikverkäufe (Land/Region, Auszeichnung, Verkäufe) | Verkäufe |
| ------------------ | ---------------------------------------------------------------------- | -------- |
| Deutschland (BVMI) | Platin                                                                 | 500.000  |
| Insgesamt          | 1× Platin ·                                                            | 500.000  |

## Tour
Ab August 1988 ging Maffay auf die Lange-Schatten-Tour, die schon monatelang vorher ausverkauft war und im ersten Abschnitt 35 Konzerte in 17 deutschen Städten umfasste. Sowohl John Mayall als auch Tony Carey und Chris Thompson hatten dabei Gastauftritte. Der Spiegel lobte Maffays Performance und befand, „daß keiner der Mitsänger ernstlich mit Maffays Darbietung konkurrieren kann: Die Kumpeltour kommt beim Publikum an. Glaubwürdigkeit nämlich ist Maffays Trumpf.“